# Jenagletscher
Der Jenagletscher ist ein Gletscher im ostantarktischen Viktorialand. Am südlichen Ende der Eisenhower Range liegt er nordnordöstlich des Andersson Ridge und endet in südlicher Fließrichtung an der Mündung des Anderton-Gletschers in den Reeves-Gletscher. 
Wissenschaftler der GANOVEX V (1988–1989) benannten ihn. Namensgeber ist die Stadt Jena.